# Червія
Червія (італ. Cervia) — муніципалітет в Італії, у регіоні Емілія-Романья,  провінція Равенна.
Червія розташована на відстані близько 270 км на північ від Рима, 90 км на схід від Болоньї, 23 км на південний схід від Равенни.
Населення — 29 066 осіб (2014).

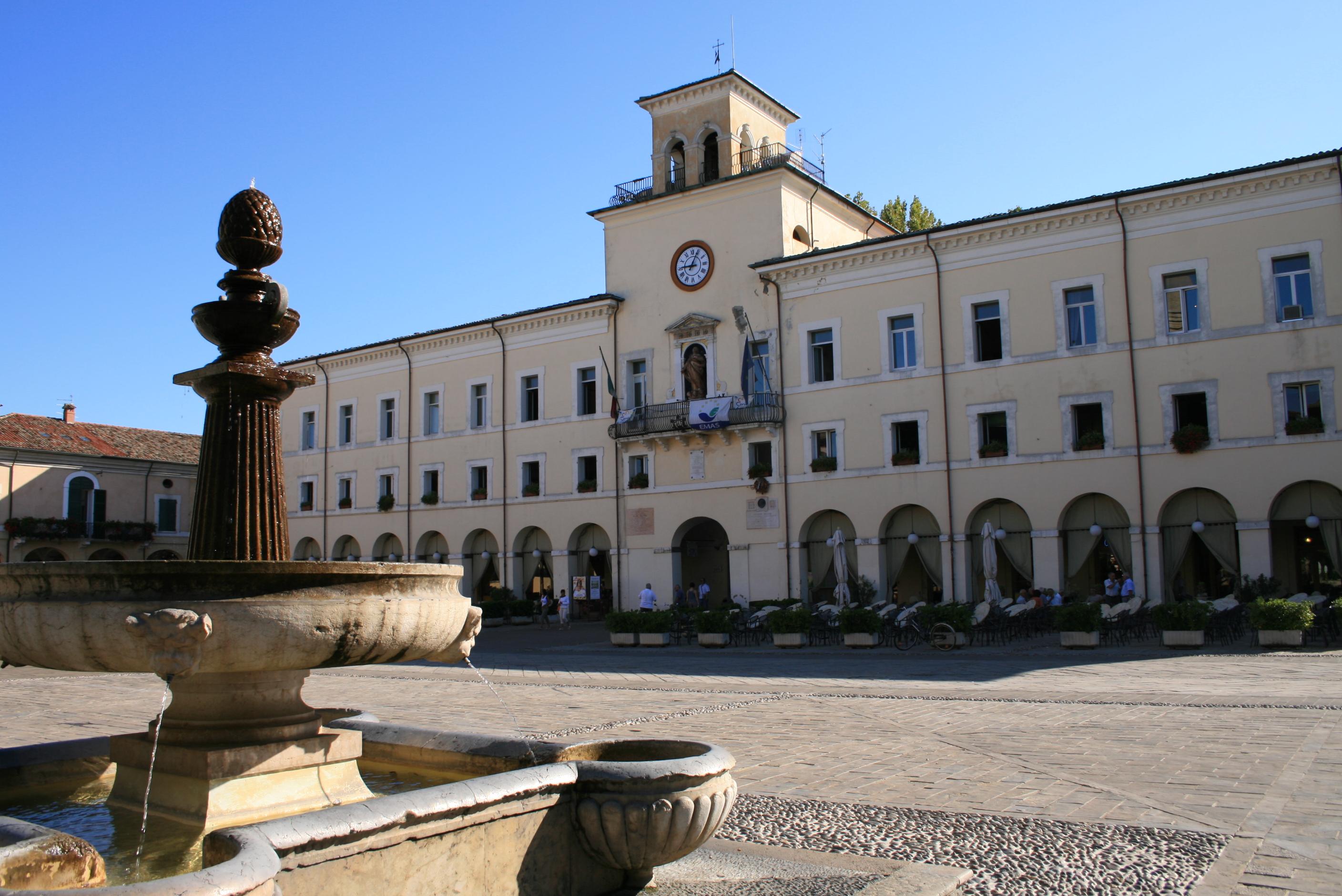

Щорічний фестиваль відбувається 13 листопада. Покровитель — San Paterniano.

## Демографія
Населення за роками:

Станом на 1 січня 2023 року в муніципалітеті офіційно проживало 3113 іноземців з 78 країн, серед них 1433 громадяни країн Євросоюзу та 162 громадяни України.

## Уродженці
- Алессандро Б'янкі (*1966) — італійський футболіст, півзахисник.

## Сусідні муніципалітети
- Чезена
- Чезенатіко
- Равенна